# Автоматичний пістолет

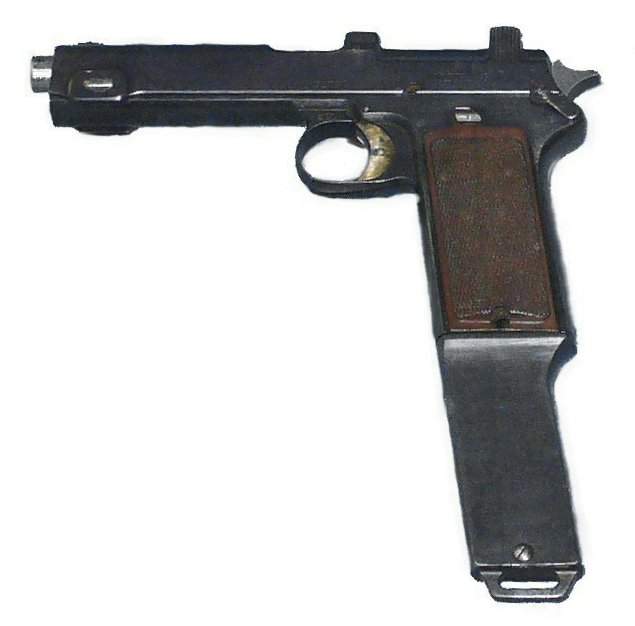
Автоматичний пістолет Steyr M1912, який використовували як табельну зброю в австро-угорській армії

Автоматичний пістолет — зазвичай ручна, з магазинним живленням, самозарядна зброя, яка має можливість вести автоматичний вогонь або вогонь чергами, під пістолетні набої. В українській термінології автоматичний або самострільний вживається щодо зброї, яка може вести неперервну стрільбу чергами без повторного натискання на спусковий гачок. Англійський термін machine pistol є калькою з нім. Maschinenpistole, який має значення «пістолет-кулемет». У США термін automatic pistol вживається щодо самозарядних пістолетів (в інших англомовних країнах прийнятий термін semi-automatic pistol).
На відміну від пістолетів-кулеметів, які також можуть вести автоматичний вогонь, автоматичні пістолети більш компактні і ними можна керувати однією рукою, а пістолети-кулемети розроблені для ведення вогню з двох рук і мають довші стволи для покращення точності.
Через їх компактність, автоматичні пістолети можна використовувати у різних місцях. Урядові або приватні охоронні агенції інколи носять автоматичні пістолети при захисті важливих персон. Автоматичні пістолети використовують і правоохоронні підрозділи, наприклад групи SWAT або підрозділи зі звільнення заручників, які виконують завдання у будинках і інших обмежених просторах, хоча частіше вони використовують пістолети-кулемети.
Деякі країни використовують автоматичні пістолети як персональну зброю піхоти, десантників, артилерійської обслуги, екіпажів вертольотів або танків. Їх також використовують у ближньому бою, де потрібна мала зброя (наприклад, при штурмі спецпідрозділами будівель або тунелів). У 2000-х автоматичні пістолети стали частиною персональної зброї оборони: компактний, повністю автоматичний, як пістолет-кулемет, пістолет, який може вести вогонь бронебійними кулями замість пістолетних набоїв.

## Історія і різновиди

### 1918—1960-ті
В останній рік Першої світової війни німці створили пістолет Bergmann MP 18, малу ручну зброю, яка була схожа на гвинтівку (якщо приєднати дерев'яний приклад). Не дивлячись на те, що він був схожий на гвинтівку, він використовував 9 мм пістолетний набій. Такою стала реалізація ідею автоматичної зброї під пістолетний набій. Важкі кулемети, такі як кулемети Максима та Віккерса, були страшною зброєю, яку було важко переміщати при частій зміні позиції, при наступі або відході. Німецька армія визнала, що єдиним способом вийти з траншейної війни, є створення легкої, ручної автоматичної зброї для кожного солдата, щоб вони могли міняти позицію.
Німці багато експериментували переробляючи різні типи пістолетів на автоматичні (нім. Reihenfeuerpistolen, буквально «пістолет стрільби чергами»). Пістолет Luger P08 з довгим стволом було створено для артилерійської обслуги. Довгий ствол було зроблено через те, що артилерійській обслузі була потрібна зброя легша за гвинтівку, але як б мала точність на рівні гвинтівки. Він був створений під новий набій 9 мм Parabellum, який було створено для зменшення віддачі без шкоди пробивній дії і вбивчій силі. Хоча куля і не мала бронебійних властивостей.
На відміну від Люгера, пістолет Mauser C96 був перероблений для ведення автоматичного вогню. Спочатку виробництва у 1896 він був самозарядним пістолетом для комерційного використання, але у 1920-х роках іспанські зброярі запропонували його копії з «перемикачем вогню» і від'ємним магазином, а на початку 1930-х інженери Маузера представили моделі 711 та 712 нім. Schnellfeuer, які мали перемикач вогню, який дозволяв вести автоматичний вогонь зі швидкістю 1000 пострілів за хвилину. Через легку вагу ствола з пістолета можна було вести автоматичний вогонь лише короткими чергами.
В еру Сухого закону, зброяр із Сан-Антоніо, Хайман С. Лебман переробив принаймні 5 Colt M1911 під набій .38 Super та .45 ACP на автоматичні пістолети. Це були справжні автоматичні пістолети, які мали вертикальне руків'я від пістолета-кулемета «Томпсон Модель 1921», подовжений ствол з дульним гальмом як у Томпсона, та збільшений до 20 набоїв магазин. Вони могли вести лише автоматичний вогонь. Лебман продав тоді ці «baby machine guns» гангстерам, найбільш відомими з них були Джон Діллінджер та Бейбі Фейс Нельсон.
Під час Другої світової війни польській опір створив грубий, простий автоматичний пістолет, який отримав назву Bechowiec—1. Зброя була створена у 1943 інженером Генриком Стронпоцем (пол. Henryk Strąpoć) і випускалася на підпільних фабриках; назва є посиланням на бійців опору, які використовували цю зброю.
У 1951 році на озброєння радянської армії було прийнято автоматичний пістолет з перемикачем вогню АПС  (автоматичний пістолет Стєчкіна). Як і пістолет Макарова, АПС мав простий вільний затвор та спусковий гачок подвійної дії. Крім того АПС мав автоматичний режим, який обирався перемиканням прапорця запобіжника. Для стрільби чергами до пістолета приєднували дерев'яний приклад-кобуру, тому що без неї пістолет швидко уводило з лінії вогню.
АПС розроблявся як табельна зброя артилеристів та танкових екіпажів. Але зазвичай його використовували охоронці політиків і в міліції, у спецпідрозділах тощо. Багато оперативників ГРУ та КДБ полюбляли АПС за його потужність і місткий магазин. Хоча він був важким і громіздким, він був єдиною альтернативою звичайному пістолету ПМ. Поступово АПС було витіснено пістолетом Яригіна; як персональна зброя оборони, його замінив АКС-74У компактний варіант автомата АК-74.

### 1970-ті–1980-ті

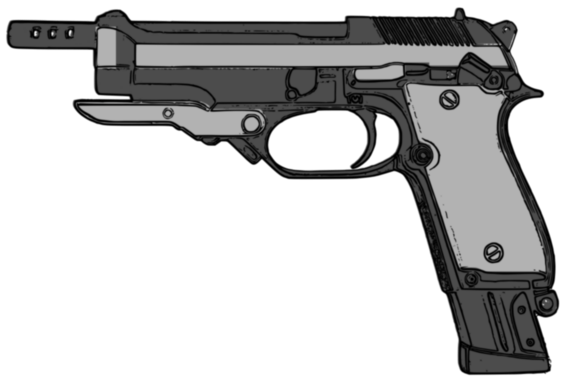
Пістолет Beretta Model 93R 1970 року, автоматичний пістолет розроблений для поліції та військових

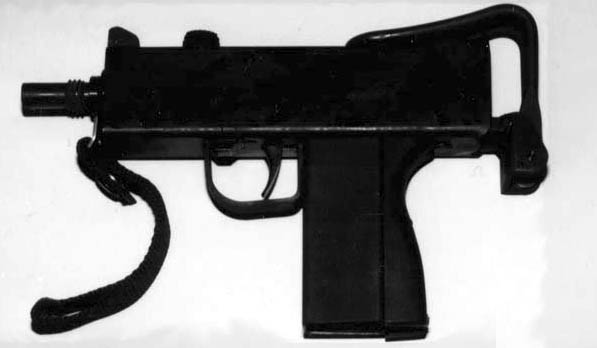
MAC-11 компактна версія MAC-10

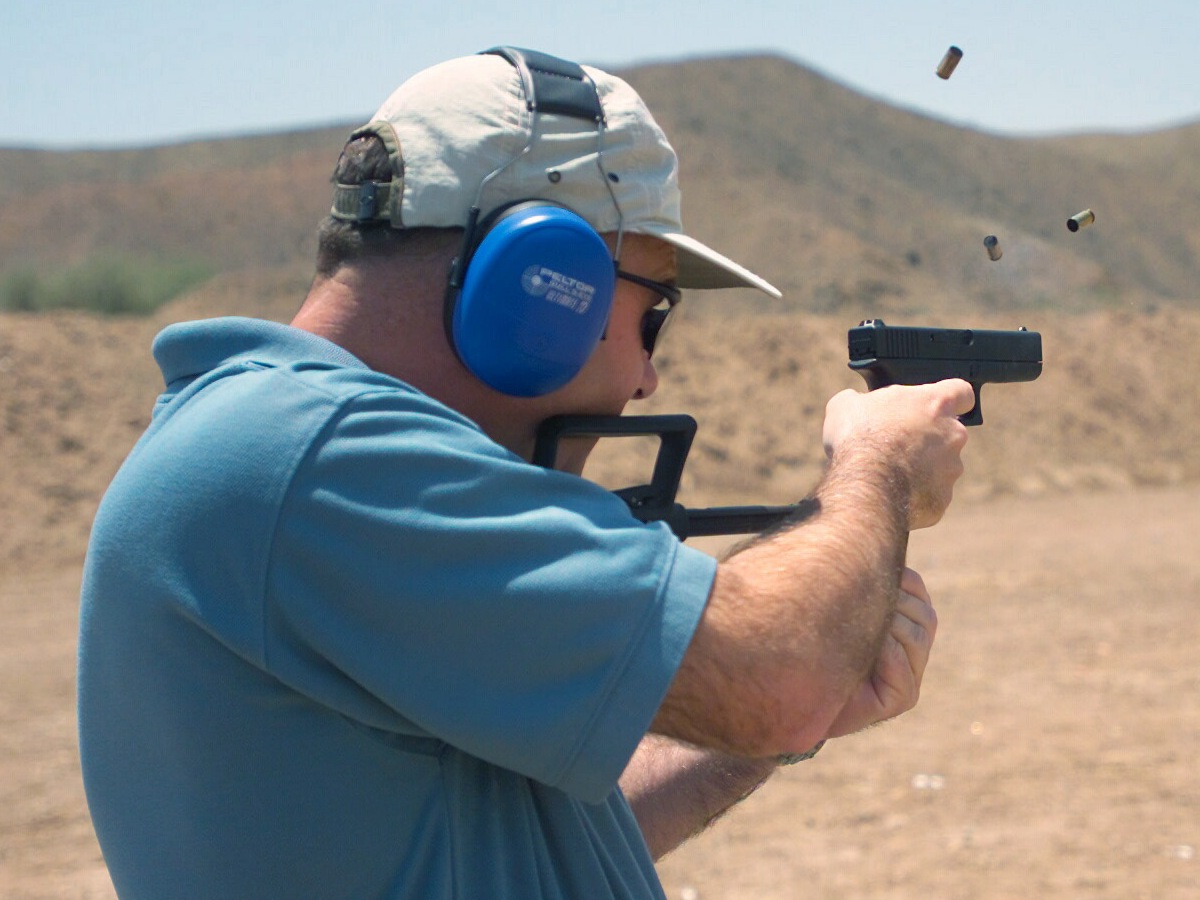
Стрілець веде вогонь з автоматичного пістолета 9×19 мм Glock 18 з плечовим упором.

Через те, що при автоматичній стрільбі важко контролювати пістолет, у 1970-х деякі виробники  стали випускати «переривник вогню» який дозволяв вести вогонь чергами на три набої замість безперервної черги. У 1970-ті, італійська компанія «Беретта» випустила автоматичний пістолет Beretta Model 93R, для поліції та військових. Він мав велику вогневу потужність і підходив для прихованого носіння або для зачистки приміщень. Перемикач вогню і зручне руків'я допомагало вести вогонь по три набої зі швидкістю 1100 набоїв за хвилину. Розробники обмежили чергу трьома пострілами для більш зручного керування зброєю.
Іншим автоматичним пістолетом зі стрільбою чергами на три набої є пістолет Heckler & Koch VP70. Він може стріляти чергами тільки після приєднання прикладу. Його калібр 9 мм, магазин на 18 набоїв, лише подвійної дії, ведення вогню самозарядне/черга на три набої, має полімерну раму, створений німецькою збройною фірмою Heckler & Koch GmbH; скорочення VP походить від нім. Volkspistole, досл. «Народний пістолет», а цифра 70 вказує на рік випуску першої моделі: 1970. Це був перший пістолет з полімерною рамою, який передував Glock 17. Приклад впливав на перемикач вогню, що дозволяло вести автоматичний вогонь. Темп стрільби становив 2200 пострілів за хвилину. Пістолет VP70 має підпружинений ударник як і пістолет Glock, замість звичайного ударника. Він має лише подвійну дію, тому необхідно прикладати силу для стрільби. Незважаючи на потенціал VP70, він ніколи не було прийнято на озброєння Бундесверу.
MAC-10 (також відомий як «Ingram Model 10») та MAC-11 (також відомий як «Ingram Model 11») були зброєю з вільним затвором яка була створена у 1970-ті з магазином у пістолетному руків'ї і перемикачем вогню. MAC-10 .45 ACP мав темп вогню 1145 пострілів за хвилину, а версія під калібр 9×19 мм — 1090 пострілів за хвилину. MAC-11 мав темп стрільби 1200 пострілів за хвилину під набій калібру 9×17 мм .380 ACP. Зброя була створена Ґордоном Інґрамом і Military Armament Corporation з Джорджії. Цю зброю використовували у спеціальних і таємних операціях у В'єтнамі та бразильськими антитерористичним підрозділами. Зброя може бути оснащена глушником. У деяких джерелах MAC-10 та MAC-11 називають автоматичними пістолетами, але також їх відносять до компактних пістолетів-кулеметів.
Пістолет АПС повернувся на озброєння наприкінці 1970-х, коли радянський спецназ почав використовувати у Афганістані пістолет з глушником під час таємних операцій у тилу противника під час  війни у Афганістані.
У 1980-х роках, деякі автоматичні пістолети, наприклад Glock 18, були зроблені з вентиляційними отворами чи прорізами, які знаходяться у верхній частині ствола. Ці отвори слугували для компенсації підкидання ствола при веденні вогню в автоматичному режимі. Пістолет Glock 18 є варіантом пістолета Glock 17 з перевідником вогню, який був створений у 1986 на запит австрійського контртерористичного підрозділу EKO Cobra. Пістолет Glock 18 не продається на цивільному ринку. Цей автоматичний пістолет має перевідник вогню важільного типу встановлений на лівій частині затвора, позаду, зубчастого виду (нижня позиція — безперервний вогонь, верхня позиція — одиночний вогонь). Пістолет використовують з 33-зарядним магазином. Темп вогню у автоматичному режимі становить 1100—1200 пострілів за хвилину.

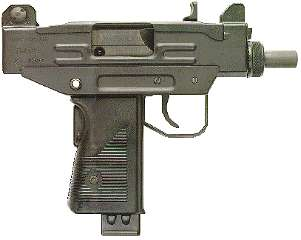
Micro Uzi

Micro Uzi є зменшеною версією Uzi, вперше представлений у 1983. Він має довжину 460 mm (18,11 дюйма) з висунутим прикладом і лише 250 mm (9,84 дюйма) довжиною зі складеним прикладом. Довжина ствола становить 117 мм, дулова швидкість — 350 м/с. Після представлення у 1980, його використовували ізраїльський Сайерет та секретна служба США. У 1990-х та 2000-х, ізраїльські контртерористичні підрозділи, наприклад, YAMAM використовували 33-зарядний магазин від Glock 18 зі своїм автоматичним пістолетом Para Micro Uzi. Пістолет-кулемет UZI, на базі якого було створено Micro-Uzi, було створено ізраїльським інженером Узіелом Галом наприкінці 1940-х. Існували версії Micro-Uzis з вільним та закритим затвором. Зброя має додаткову вольфрамову вагу на затворі для сповільнення темпу вогню, через те, що така легка зброя стає погано керованою.
Існує також рідкісна версія пістолета Česká Zbrojovka CZ75, повністю автоматичного з довгим стволом і трьома вентиляційними отворами на подовженій частині. Цей автоматичний пістолет має горизонтальну рейку перед спусковою скобою, щоб можна було поставити додатковий магазин, який також може слугувати як переднє руків'я для кращого керування зброєю. Ця зброя до сих пір випускається компанією CZ, але він доступний лише для військових та співробітників правоохоронних органів.
У 1988 було представлено незвичайний автоматичний пістолет під набій 9 мм під назвою M950. На відміну від більшості автоматичних пістолетів, у яких магазин вставляється у руків'я, M950 використовує 50- або 100-зарядний спіральний магазин, який встановлено під стволом. Щоб уявити собі пістолет зі спіральним магазином, достатньо уявити собі пістолет з великим оптичним прицілом на планці Пікатінні зверху зброї.
Автоматичний пістолет Saturn колумбійського виробництва і був створений для таємних операцій. Зброя з двома стволами і живиться з двох магазинів. Пістолет має один затвор з двома ударниками. У зброї використовується незвичайний подвійний глушник.

### 1990-ті–2000-ті
Протягом 1990-х радянський пістолет АПС був знову прийнятий на службу, як зброя охоронців важливих персон, а також антитерористичні підрозділи яким було потрібно вести автоматичний вогонь. У 1990-х та 2000-х у обіг увійшла персональна зброя захисту, компактна, схожа на пістолети-кулемети, зброя яка може вести вогонь бронебійними набоями. Вона почала витісняти автоматичні пістолети які використовували для самозахисту артилерійські розрахунки, екіпажи танків та пілоти гелікоптерів.

## Порівняння з пістолетами-кулеметами

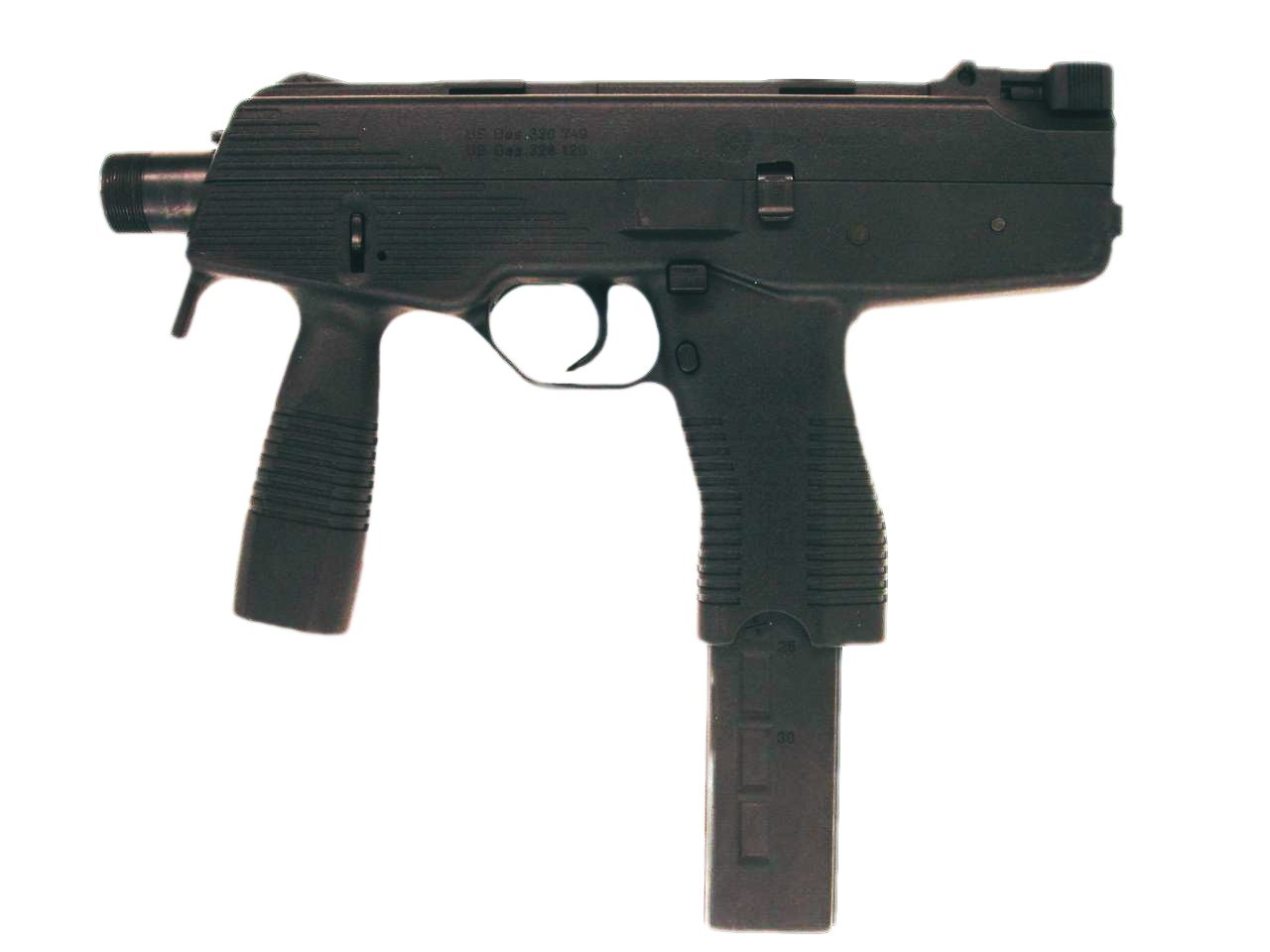
Автоматичний тактичний пістолет Steyr, класифікується як автоматичний пістолет, так і компактний пістолет-кулемет

Дуже складно розділити автоматичні пістолети і пістолети-кулемети. Спочатку німецьке слово «Maschinenpistole» було простим позначенням персональної, автоматичної військової зброї, у той час як «пістолет-кулемет» (англ. submachine gun) був терміном, який ввів Джон Т. Томпсон, американський винахідник пістолета-кулемета Томпсона. Хоча термін «пістолет-кулемет» вживають загалом щодо зброї, яка більше за пістолет, є декілька моделей які відносяться до обох класів. Наприклад, CZ-Scorpion 1960-го року, чехословацьку зброю калібру 7,65 мм, часто називають пістолетом-кулеметом. Через свій малий магазин його можна носити у пістолетній кобурі, тому є пропозиції класифікувати його як автоматичний пістолет.
У 1980-х роках така зброя як MAC-10 та компактні версії Uzi було віднесено до обох класів. З ростом популярності пістолетів-кулеметів у останні року, багато зброї яку раніше відносили до автоматичних пістолетів перенесли до класу пістолетів-кулеметів, наприклад Brugger & Thomet MP9 (створений на основі Steyr TMP).
Steyr TMP (Tactical Machine Pistol, «Тактичний Автоматичний Пістолет») є 9 мм зброєю з вільним затвором, з обертовим стволом довжиною 282 мм і швидкострільністю 800—900 пострілів за хвилину; за свій малий розмір, відсутність приклада і через назву «tactical machine pistol» його часто класифікують як компактний пістолет-кулемет. Також німецький Heckler & Koch MP5K (мала зброя, яку можна приховати під піджаком або у портфелі), також відноситься до компактних пістолетів-кулеметів.
Зазвичай конструкція автоматичного пістолета створена на основі конструкції самозарядного пістолета. Через те, що автоматичні пістолети створені для стрільби однією рукою, їх мала вага, малий розмір та великий темп вогню роблять їх важкими у керуванні. Для покращення точності деякі пістолети мають плечовий упор. Деякі з них, наприклад Heckler & Koch VP70, без приклада ведуть лише одиночний вогонь, тому що у прикладі сховано механізм перемикання вогню. У пістолета Beretta 93R є переднє руків'я, яке допомагає краще керувати веденням вогню.

## Тактика

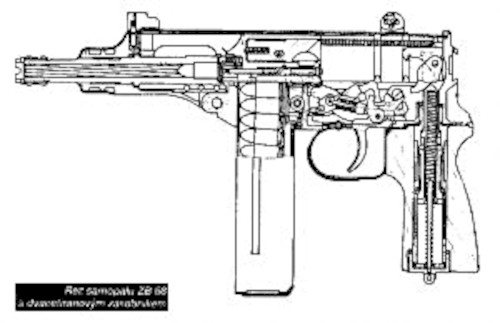
Чехословацький автоматичний пістолет Škorpion vz. 61.

Є багато тактик, де використовують автоматичні пістолети, наприклад, зачищення кімнат, персональний захист, близький бій та прорив через двері.

### Військове використання
Автоматичний пістолет не підходить для використання як наступальна зброя, через те що має короткий ствол і використовує пістолетні набої, що впливає на точність та убивчу силу на відстанях понад сто метрів. Коли він з'явився під час Першої світової війни, це була зброя, призначена для ведення вогню в окопах. Під час Другої світової війни автоматичні пістолети носили командири загонів, артилерійська обслуга та екіпажі танків.
Після закінчення війни автоматичні пістолети почали використовувати під час боїв на близьких відстанях там де використовувати гвинтівки було складно, наприклад під час боїв у будівлях або у тунелях. З огляду на це автоматичні пістолети називали «room brooms» («кімнатна мітла»), які могли зачистити простір автоматичним вогнем. У різних армія по-різному використовують автоматичні пістолети, але загальним є те, що солдатам наказують вести вогонь лише короткими чергами, тому що при безперервній стрільбі зброя швидко виходить з-під контролю, через що кулі можуть не влучити в ціль. А також при високому темпі стрільбі швидше закінчуються набої в магазині.
У 1990-х та 2000-х, з поширенням на полі бою бронежилетів, автоматичні пістолети стали менш корисними, тому що малопотужні пістолетні набої не могли пробити кевларові військові бронежилети. У результаті армії почали використовувати нову зброю для артилерійської обслуги та екіпажів танків: особисту зброю самооборони, компактну, схожу на пістолет-кулемет зброю з деякими характеристиками карабіна, з бронебійними можливостями під потужні набої. На відміну від автоматичних пістолетів, які схожі на самозарядні пістолети, ОЗС більше схожа на зменшений автоматичний карабін (автомат).
Військові автоматичні пістолети зазвичай використовують кулі з суцільнометалевою оболонкою згідно з Гаазькою конвенцією. Такі кулі мають малу ймовірність деформації і сплющення при ударі, що зменшує розмір ран, які вони завдають людині. Деякі підрозділи спеціального призначення використовують спеціальні набої у автоматичних пістолетах і ОЗС, наприклад, декілька трасерів у магазині для точної стрільби у нічний час або для командира, щоб той міг вказати ціль бійцям, на якій потрібно сконцентрувати вогонь.

### Правозастосування

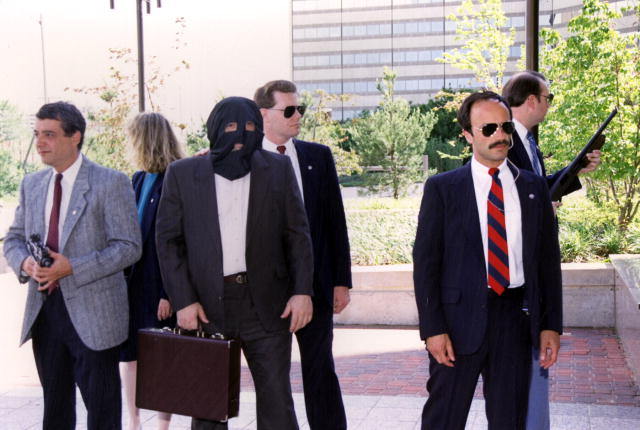
Маршали США захищають свідка з автоматичними пістолетами і дробовиками

Часто урядові тілоохоронці використовують автоматичні пістолети замість пістолетів-кулеметів, з тактичних міркувань. Група охоронців  великими пістолетами-кулеметами може привертати зайву увагу до персони, яку охороняє, у той час як охоронці з пістолетами Glock 18 можуть носити їх приховано. Навіть зі зброєю у руках непідготований спостерігач не зможе відрізнити автоматичний пістолет від самозарядного, що може ввести в оману потенційних зловмисників стосовно заходів безпеки.
При носінні зброї в прихованій кобурі пістолет не повинен мати виступаючих частин, які можуть завадити швидкому діставанню зброї. Саме через це тілоохоронці не можуть мати прикріплене обладнання, таке як глушники, переднє руків'я та оптичні приціли. Винятком може бути лише зброя, яку переносять у кейсах.

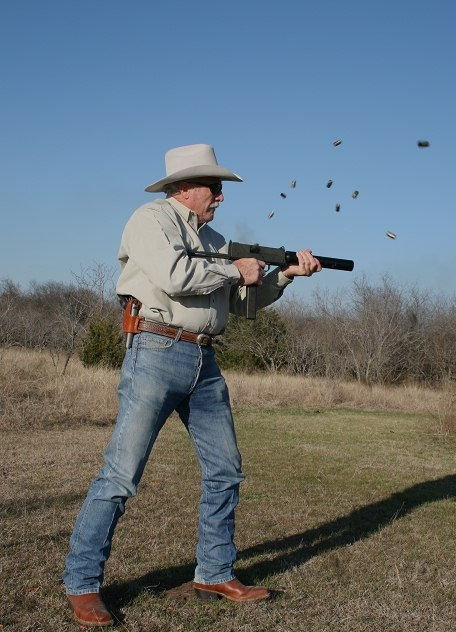
Маршал США веде вогонь з автоматичного пістолета MAC-10 в режимі автоматичного вогню

Правоохоронці використовують автоматичні пістолети для визволення заручників і боротьби з бандами, через те що така відносно мала зброя має високий темп вогню, що не заважає пересуватися у середині будівель і на сходах, на відміну від карабінів, наприклад, таких як Colt M4. Ще однією причиною використання є те, що пістолетні набої швидко втрачають енергію, а це значить, що кулі не можуть пробити стіни і уразити заручників. Деякі мексиканські офіцери поліції при роботі в місті носять при собі 9 мм автоматичний пістолет та стандартний самозарядний.
Повітряні маршали, які займаються безпекою на приватних літаках, також носять автоматичні пістолети і мають спеціальні набої, наприклад крихкі кулі, які руйнуються при зустрічі з ціллю. Крихкі кулі створені, щоб давати менше рикошетів і не завдавати пошкоджень обшивці літака.
Коли правоохоронні агенції використовують автоматичні пістолети не для прихованого носіння, вони можуть бути обладнані різними приладами, такими як оптичні приціли, лазерні цілепокажчики, ліхтарики, переднє руків'я, приклад або глушник. Багато пістолетів 2000-х років мають монтажні рейки для різних приладів. При стрільбі в закритих приміщеннях, для зменшення тиску, який виникає при стрільбі, використовують глушники. Деякі автоматичні пістолети мають напівпрозорі пластикові магазини які дозволяють стрільцю швидко перевірити кількість набоїв у магазині. Також з автоматичними пістолетами можна використовувати спеціальні барабанні магазини.
У різних охоронних агенцій у різних країнах різні інструкції стосовно спорядження і носіння автоматичних пістолетів. Деякі агенції тренують своїх співробітників носити зброю з набоєм у каморі, зведеним курком та на запобіжнику. Інші агенції наполягають, щоб зброя не мала набою у каморі. Тому що так безпечніше носити зброю і це зменшує шанс здійснити випадковий постріл, проте затримка перед першим пострілом буде довша.

### Кримінальне використання

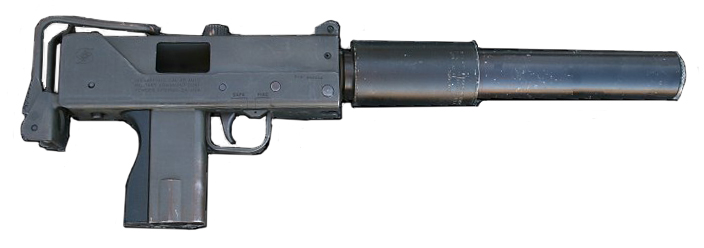
MAC-10 з глушником (без магазина у руків'ї)

#### MAC-10 та TEC-9
У 1980-х з'явилося багато газетних статей, де повідомлялося про використання пістолетів MAC-10 або TEC-9 під час злочинів, у тому числі в розбірках банд, а також під час бійні у школі Колумбайн. TEC-9 (після 1994 року відомий як AB-10 1994), продавався як самозарядна зброя, а не автоматичний пістолет. Проте ранні пістолети з вільним затвором можна легко переробити для ведення автоматичного вогню.
Технічно MAC-10 є автоматичним пістолетом. Але продавалися самозарядні версії пістолета, які пізніше переробляли, легально або ні, на автоматичні, їх досі класифікують як пістолети-кулемети без приклада. Плутанина існує через ідентичний зовнішній вигляд вогнепальної зброї.

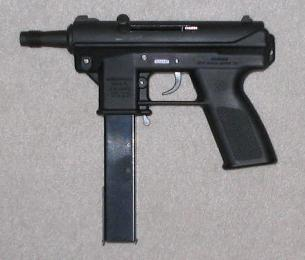
Intratec TEC DC-9, загально відомий як «TEC-9», спочатку продавалися як самозарядні пістолети, але були створені як автоматичні пістолети; рання, версія з відкритим затвором мала назву «KG-9» легко перероблялася для ведення автоматичного вогню, тому виробництво було зупинено BATF.